# 뱅크 오브 아메리카

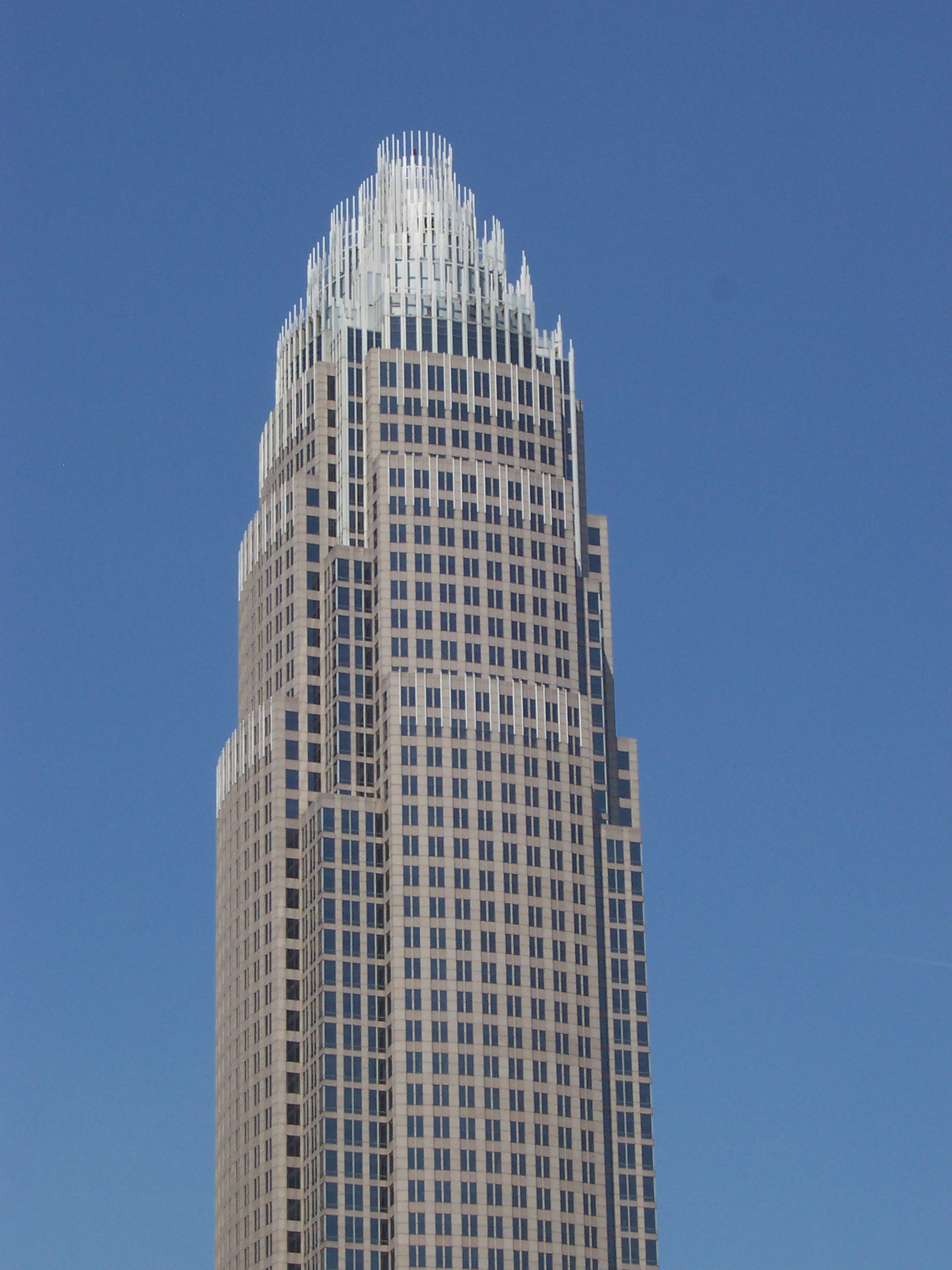
샬럿의 중심에 위치한 뱅크 오브 아메리카 센터

뱅크 오브 아메리카(Bank of America, BoA, BofA)는 미국의 상업 은행이다. 자산 부문에서 미국에서 2번째로 큰 지주 회사이다. 2016년 기준으로 뱅크 오브 아메리카는 총 소득 기준으로 미국에서 26번째로 큰 기업이다. 2016년, 포브스는 뱅크 오브 아메리카를 세계에서 11번째로 큰 기업으로 나열하였다. 메릴린치를 인수하여 뱅크 오브 아메리카 메릴린치로 영업하고 있다. 본사는 노스캐롤라이나주 샬럿에 위치해 있다. 직역하면 '미국은행'이지만 실제로는 한국은행이나 FRB 같은 중앙은행이 아닌 민영은행이다.
1904년에 설립된 뱅크 오브 아메리카와 남부에 근거를 두고 있는 42년 역사의 네이션스뱅크(NationsBank)라는 두 개의 거대한 금융기업이 1988년에 합병하여 현재의 체제가 갖추어졌다. 미국 내 48개 주에 금융센터를 가지고 있으며, 전 세계 38개국에 지점망을 갖춘 초대형 금융기업으로 재탄생하였다. 합병기업의 신규 아이덴티티 개발을 맡은 엔터프라이즈 IG에게 시장조사와 포지셔닝 전략, 새로운 사명과 디자인 시스템을 비롯한 론칭 프로그램 수립을 위해 주어진 시간은 약 3개월에 불과했다.

## 경영진
- 브라이언 모이니핸 (Brian Moyniham): 회장 겸 CEO
- 알라스테어 보스윅 (Alastair Borthwick): 최고재무책임자 (CFO)
- 크리스틴 캇지프 (Christine Katziff): 최고감사책임자 (CAO)
- 제프리 그리너 (Geoffrey Greener): 최고위험책임자 (CRO)
- 아딧야 바신 (Aditya Bhasin): 최고기술정보책임자 (CTIO)
- 스티브 볼랜드 (Steve Boland): 최고행정책임자 (CAO)
- 셰리 브론스틴 (Sheri Bronstein): 최고인사책임자 (CHRO)
- 톰 스크리브너 (Tom Scrivener): 최고운영책임자 (Chief Operations Executive)
- 로렌 모겐슨 (Lauren Mogensen): 법무실장 (General Counsel)
- 캐서린 베상트 (Catherine Bessant): 부회장
- 폴 도노프리오 (Paul Donofrio): 부회장
- 데이빗 리치 (David Leitch): 부회장
- 통 누옌 (Thong Nguyen): 부회장
- 브루스 톰슨 (Bruce Thompson): 부회장
- 라울 아나야 (Raul Anaya): 기업뱅킹부문장 사장
- 케이티 녹스 (Katy Knox): 개인뱅킹부문장 사장
- 매튜 코더 (Matthew Koder): 투자은행부문장 사장
- 홀리 오닐 (Holly O'Neill): 소매금융부문장 사장
- 딘 아사나시아 (Dean Athanasia): 지역은행부문장 사장
- 제임스 디메어 (James DeMare): 글로벌마켓부문장 사장
- 앤디 시그 (Andy Sieg): 메릴린치WM부문장 사장
- 웬디 스튜어트 (Wendy Stewart): 상업은행부문장 사장
- 애런 레빈 (Aron Levine): 고액자산관리부문장 사장
- 버나드 멘사 (Bernard Mensah): 국제부문장 사장